# 章覲文
章覲文，四川宜賓縣人。
章覲文為道光二十六年（1846年）舉人。同治元年（1862年）接替白鷺卿擔任台灣府台灣縣知縣。同治九年（1870年）任嘉義縣知縣。